# لويس دي طوريس
لويس دي طوريس (بالإسبانية: Luis de Torres؛ ربما ولد بالاسم العبري: יוסף בן הלוי העברי يوسف بن هليفي العبري؛ توفي 1493) كان مترجم كريستوفر كولومبوس في رحلته الأولى إلى أميركا عام 1492. كان طوريس يجيد اللغة العربية بما أنه يهودي أندلسي الأصل، وظن كولومبوس أنه متجه إلى الصين، وعلم بأن اللغة العربية كانت لغة تجارية مهمة في آسيا.

## خلفية
كان ليوس دي طوريس من يهود الأندلس، وكان يتقن اللغة العربية بما أنها كانت لغة المكانة والامتياز والعلم في شبه الجزيرة الإيبيرية لقرون. في 31 مارس 1492، صدر مرسوم الحمراء الذي أجبر كل اليهود الذين لم يتنصروا على مغادرة مملكتي قشتالة وأراغون؛ لو لم يتنصر لطُرد من وطنه في إيبيريا، وغالبا اتجه إلى المغرب أو الدولة العثمانية. لم يتجه إلى أي من هتين، بل إلى الأميركتين مع كولومبوس، فمن المرجح أن لويس دي طوريس كان من الكونفرسوس، أي يهود الأندلس الذين اعتنقوا الكاثوليكية، وربما كان من المارانوس، أي يهود الأندلس الذين تظاهروا باعتناق المسيحية وتحفظوا باليهودية تقية.

## الرحلة إلى أميركا
بعد وصوله في الجزيرة التي هي كوبا الآن، كولومبوس أرسل دي طوريس والبحار رودريغو دي خاراز في بعثة استطلاعية في الأراضي الداخلية يوم 2 نوفمبر 1492. كانت المهمة استكشاف البلد والاتصال بالحاكم وجمع المعلومات عن الإمبراطور الآسيوي الذي وصفه ماركو بولو باسم «الخان العظيم». استقبلت ضيعة من الأميركيين الأصليين (وهم إما من التاينو أو الگواناهاتابي أو السيبوناي فهي القبائل الثلاث القاطنة في جزيرة كوبا آنذاك) الرجلين استقبالا شريفا ورجعا منها بعد أربعة أيام. أفادا بتقليد الأصليين في تجفيف أوراق وإدخالها في أنبوب من القصب وتحريقها واستنشاق الدخان: وكانت أول مواجهة أوروبية مع التبغ.
عندما انطلق كولومبوس إبحارا إلى إسبانيا يوم 4 يناير 1493، كان لويس دي طوريس من الرجال التسعة والثلاثين الذين فضلوا في مستوطنة لا ناڤيداد المؤسسة في جزيرة هيسبانيولا. راجعا في أواخر تلك السنة، وجد كولومبوس أن الثكنة كلها أبيدت بسبب الفتنة والهجوم من السكان الأصليين المنتقمين من اختطاف الإسبان للنساء المحليات. ذكر السكان الأصليون أن أحدا من المستوطنين كان يتحدث بإهانة وازدراء نحو الكاثوليكية، محاولة إلى أن يثني السكان الأصليين عن اعتناقها. من المرجح أن هذا الفرد كان دي طوريس لأن عائلته بما أن عائلته بأكملها كانت ستطرد من إسبانيا على حسب إيمانهم.